# Tiếng Hausa
Hausa (Yaren Hausa hay Harshen Hausa) là ngôn ngữ Tchad (thuộc ngữ hệ Phi-Á) với đông người nói nhất, là ngôn ngữ thứ nhất của chừng 44 triệu người, và là ngôn ngữ thứ hai của khoảng 20 triệu người khác. Tổng số người nói tiếng Hausa là 64 triệu người, theo Ethnologue.
Đây là ngôn ngữ dân tộc của người Hausa, một trong ngữ dân tộc lớn nhất miền Trung Phi. Tiếng Hausa có mặt khắp nam Niger và bắc Nigeria. Nó trở thành lingua franca hầu khắp Tây Phi nhờ nhu cầu mua bán.

## Âm vị học

### Phụ âm
Tiếng Hausa có từ 23 đến 25 âm vị phụ âm, tùy người nói.
|              |                 | Môi | Chân răng | Chân răng sau | Mặt lưỡi | Mặt lưỡi | Mặt lưỡi | Thanh hầu |
| trước        | thường          | Môi | Chân răng | Chân răng sau | làm tròn |          |          | Thanh hầu |
| ------------ | --------------- | --- | --------- | ------------- | -------- | -------- | -------- | --------- |
| Mũi          | Mũi             | m   | n         |               |          |          |          |           |
| Tắc/ Tắc xát | khép            | ɓ   | ɗ         |               |          |          |          |           |
| Tắc/ Tắc xát | hữu thanh thanh | b   | d         | (d)ʒ          | ɟ        | ɡ        | ɡʷ       |           |
| Tắc/ Tắc xát | vô thanh        |     | t         | tʃ            | c        | k        | kʷ       | ʔ         |
| Tắc/ Tắc xát | tống ra         |     | (t)sʼ     | (tʃʼ)         | cʼ       | kʼ       | kʷʼ      |           |
| Xát          | hữu thanh       |     | z         |               |          |          |          |           |
| Xát          | vô thanh        | ɸ   | s         | ʃ             |          |          |          | h         |
| Tiếp cận     | Tiếp cận        |     | l         |               | j; j̰     |          | w        |           |
| R            | R               |     | r         | ɽ             |          |          |          |           |

Sự phân biệt bộ ba âm vòm /c ɟ cʼ/, âm ngạc mềm /k ɡ kʼ/, và âm ngạc mềm môi hóa /kʷ ɡʷ kʷʼ/ chỉ xảy ra trước nguyên âm /a/, ví dụ /cʼaːɽa/ ('cỏ'), /kʼaːɽaː/ ('tăng'), /kʷʼaːɽaː/ ('hạt mỡ'). Chỉ âm vòm và âm ngạc mềm môi hóa đứng trước nguyên âm trước, ví dụ /ciːʃiː/ ('ghen tị') và /kʷiːɓiː/ ('mặt (trước hoặc sau)'). Trước nguyên âm làm tròn, âm ngạc mềm môi hóa xuất hiện /kʷoːɽaː/ ('bệnh nấm da').

### Nguyên âm

Bảng nguyên âm tiếng Hausa, lấy từ Schuh & Yalwa (1999). Nguyên âm ngắn //i, u, a// có nhiều tha âm.

Tiếng Hausa có 5 nguyên âm, có thể dài hay ngắn, tức tổng cộng 10 âm vị nguyên âm đơn. Thêm vào đó, có bốn nguyên âm đôi.
Nguyên âm đơnNgắn: /i, u, e, o, a/.
 Dài: /iː, uː, eː, oː, aː/.
Nguyên âm đôi/ai, au, iu, ui/.

### Thanh điệu
Tiếng Hausa là một ngôn ngữ thanh điệu. Mỗi nguyên âm đó thể có thanh thấp, thanh cao hay thanh giáng. Trong dạng viết chuẩn, thanh không được ghi ra. Trong tài liệu ngôn ngữ học và sư phạm, thanh điệu thể thể hiện bằng dấu.
à è ì ò ù – thanh thấp: dấu huyền (`)
â ê î ô û – thanh giáng: dấu mũ (ˆ)
Có lúc dấu sắc (´) được dùng cho thanh cao, nhưng thường thanh cao không được ghi ra.